# فيرغوس إيوينغ
فيرغوس إيوينغ (بالإنجليزية: Fergus Ewing)‏ هو سياسي بريطاني، ولد في 23 سبتمبر 1957 في غلاسكو في المملكة المتحدة. نشط حزبياً في الحزب القومي الاسكتلندي.

## مناصب
- انتخب Cabinet Secretary for Rural Affairs, Land Reform and Islands [الإنجليزية]‏ (18 مايو 2016 – ).
- في 2016 Scottish Parliament election [الإنجليزية]‏، انتخب Member of the 5th Scottish Parliament ‏ عن دائرة Inverness and Nairn (Scottish Parliament constituency) [الإنجليزية]‏ وقد انضم خلال فترته النيابية [الإنجليزية]‏ (5 مايو 2016 – )  للكتلة البرلمانية الحزب القومي الاسكتلندي.
- في الانتخابات النيابية العمومية الاسكتلندية 2011 [الإنجليزية]‏، انتخب عضو البرلمان الاسكتلندي الرابع ‏ عن دائرة Inverness and Nairn (Scottish Parliament constituency) [الإنجليزية]‏ وقد انضم خلال فترته النيابية [الإنجليزية]‏ (5 مايو 2011 – 24 مارس 2016)  للكتلة البرلمانية الحزب القومي الاسكتلندي.
- في الانتخابات النيابية العمومية الاسكتلندية 2007 [الإنجليزية]‏، انتخب عضو البرلمان الاسكتلندي الثالث ‏ عن دائرة Inverness East, Nairn and Lochaber (Scottish Parliament constituency) [الإنجليزية]‏ وقد انضم خلال فترته النيابية [الإنجليزية]‏ (3 مايو 2007 – 22 مارس 2011)  للكتلة البرلمانية الحزب القومي الاسكتلندي.
- في الانتخابات النيابية العمومية الاسكتلندية 2003 [الإنجليزية]‏، انتخب عضو البرلمان الاسكتلندي الثاني ‏ عن دائرة Inverness East, Nairn and Lochaber (Scottish Parliament constituency) [الإنجليزية]‏ وقد انضم خلال فترته النيابية [الإنجليزية]‏ (1 مايو 2003 – 2 أبريل 2007)  للكتلة البرلمانية الحزب القومي الاسكتلندي.
- في الانتخابات النيابية العمومية الاسكتلندية 1999 [الإنجليزية]‏، انتخب عضو البرلمان الاسكتلندي الأول ‏ عن دائرة Inverness East, Nairn and Lochaber (Scottish Parliament constituency) [الإنجليزية]‏ وقد انضم خلال فترته النيابية [الإنجليزية]‏ (6 مايو 1999 – 31 مارس 2003)  للكتلة البرلمانية الحزب القومي الاسكتلندي.
- انتخب وزير سلامة المجتمع (اسكتلندا) (17 مايو 2007 – 20 مايو 2011).
- انتخب Minister for Business, Trade, Tourism and Enterprise [الإنجليزية]‏ (20 مايو 2011 – 18 مايو 2016).